# Maldivas en los Juegos Olímpicos de Seúl 1988
Las Maldivas estuvieron representadas en los Juegos Olímpicos de Seúl 1988 por siete deportistas masculinos que compitieron en atletismo.
El portador de la bandera en la ceremonia de apertura fue el atleta Hussein Haleem. El equipo olímpico maldivo no obtuvo ninguna medalla en estos Juegos.